# بروین (پنسیلوانیا)
بروین (به انگلیسی: Berwyn) یک منطقهٔ مسکونی در ایالات متحده آمریکا است که در شهرستان چستر، پنسیلوانیا واقع شده‌است. بروین ۴٫۸ کیلومتر مربع مساحت و ۳٬۶۳۱ نفر جمعیت دارد و ۱۵۸٫۵ متر بالاتر از سطح دریا واقع شده‌است.